# بلدية مقاطعة
يطلق اسم بلدية المقاطعة على فئة من البلديات موجودة في أماكن عدة، تشمل كندا وليتوانيا وجنوب أفريقيا.

## الاستخدام فيكولومبيا البريطانية
بموجب قانون المحافظات، يطلق على البلديات عند تأسيسها اسم «بلديات المقاطعات» إذا كانت المنطقة الجاري تأسيسُها أكبر من 800 هكتار (8 كم²) ويبلغ متوسط كثافتها السكانية أقل من 5 أشخاص لكل هكتار (500 نسمة لكل كم²). ويمكن تأسيس البلديات تحت تصنيفات مختلفة تحت إشراف نائب الحاكم في المجلس كما هو الحال في مقاطعة شمال فانكوفر.

## الاستخدام فيأونتاريو
يوجد حاليًا بلدية مقاطعة واحدة وهي بلدية مقاطعة موسكوكا، أونتاريو. وقد كانت في السابق مقاطعة، ولكنها شهدت توسعًا حضريًا كبيرًا وتطورًا هائلاً خاصةً في مجال السياحة كما لو أنها كانت قلب ضاحية منتجع أونتاريو. ونتيجة لذلك، تمت «ترقيتها» من مقاطعة (مثل مقاطعة باري ساوند) المُجاورة لتتمتع بسلطات تماثل سلطات البلدية الإقليمية مثل بلدية يورك الإقليمية.

## الاستخدام فيجنوب أفريقيا
في جنوب إفريقيا، تعرف بلديات المقاطعات بأنها عبارة عن تقسيمات إدارية للإقليم. وتعترف جنوب إفريقيا بثلاثة أنواع للبلديات وهي بلديات حضرية وبلديات مقاطعات وبلديات محلية. تتكون بلديات المقاطعات من عدد من البلديات المحلية. كما أن الأغلبية العظمى من الأراضي تتكون من بلديات مقاطعات، في حين تختص البلديات الحضرية بالمدن الكبيرة والمناطق المحيطة بها. وهناك ثماني بلديات حضرية و44 بلدية مقاطعة مقسمة إلى 266 بلدية محلية.